# Елеонор Вачелл
Елеонор Вачелл (англ. Eleanor Vachell; 8 січня 1879 — 6 грудня 1948) — британська жінка-ботанік, відома роботами з визначення та вивчення флори Гламоргану та діяльністю у Національному музеї Кардіффа, де вона була першою жінкою, яка стала членом Ради музею.  Зараз у музеї зберігається її ботанічний щоденник, нотатки, книги, записи та гербарні зразки рослин.

## Біографія
Вона була старшою дитиною Вініфред та Чарлза Танфілда Вачелла, лікаря з Кардіффу, а потім у 1890-х роках народилися її брат Юстас та сестра Сільвія. Елеонор навчалася в Кардіффі, Малверні та Брайтоні. Її батько був завзятим ботаніком-аматором, і з дитинства вона їздила з ним у ботанічні подорожі по Великій Британії та Ірландії, а також по Бретані, Норвегії та Швейцарії. Вона почала вести ботанічний щоденник, коли їй було дванадцять, і використовувала його протягом усього життя, щоб записувати експедиції та знахідки. Вона прагнула побачити «in situ» кожну рослину, визнану британським видом, та відзначала свої знахідки, розфарбовуючи ілюстрації в щоденнику. Зрештою це призвело до того, що вона накопичила майже неперевершені знання про рослини Великої Британії та Ірландії в їхніх рідних середовищах існування. Вважається, що за своє життя вона бачила всі види, окрім тринадцяти.

## Ботанічні інтереси

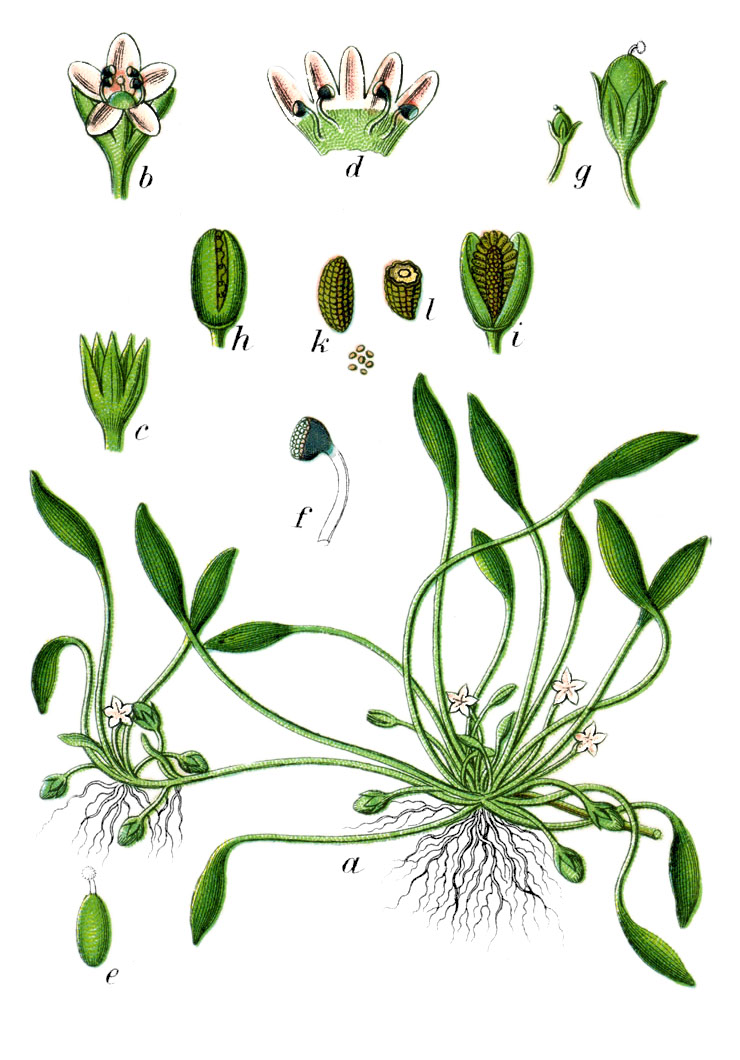
Limosella aquatica, тісно пов'язана з відкритою Вачелл Limosella aquatica x subulata

З 1903 року Вачелл була почесним секретарем комітету, який готував перший том «Флори Гламоргана». Редактор А. Г. Троу був професором ботаніки в Кардіффському університеті з 1905 по 1919 рік, і він заохочував її ботанічні інтереси.
Окрім внеску в цей том і виконання обов'язків реєстратора досліджень рослин у Гламоргані, вона також зробила значний внесок у «Праці Кардіффського товариства натуралістів», де вона була першою жінкою, обраною членом біологічного та геологічного відділень, а у 1936-1937 роках була першою жінкою-президентом товариства. У 1917 році Її було обрано членом Лондонського Ліннеївського товариства.
Вачелл належала до «Товариства диких квітів Великої Британії» та «Клубу ботанічного обміну», вирушала на пошуки рослин з друзями, які також були членами цих товариств. Її супутники та спільні подорожі описані в щоденнику Вачелл. У 1926 році Британський музей попросив її дослідити повідомлення про Epipogium aphyllum. Це одна з найрідкісніших рослин Британії, і протягом багатьох років Національний музей Уельсу (Amgueddfa Cymru) мав лише невелике кореневище, яке було зібрано Вачелл 29 травня 1926 року. У 1930-х роках разом із доктором Кетлін Б. Блекберн вона відкрила гібрид 'Limosella aquatica x subulata'.
Щотижня з 1921 по 1948 рік вона писала колонку про польові квіти у газеті «Western Mail» (Уельс), а у 1920-х роках вона вела передачі про польові квіти на радіо BBC.

## Інші види діяльності
Під час обох світових воєн вона призупинила свої інтереси до ботаніки, щоб зайнятися волонтерською роботою, брала активну участь у роботі Червоного Хреста, де стала комендантом, а згодом віце-президентом. Під час Першої світової війни вона була у складі Добровільного загону допомоги у військовому шпиталі, 3-му Західному загальному шпиталі в Кардіффі. Під час Другої світової війни вона виконувала обов'язки заступника голови «Жіночої сухопутної армії» у Гламоргані та була її запрошеним представником. Вона також керувала бібліотекою в лікарні Руквуд у Лландаффі.

## Спадщина
Елеонор Вачелл померла 6 грудня 1948 року. Вона залишила Національному музею Уельсу гербарій, який вона зібрала разом зі своїм батьком, під назвою «Гербарій К. Т. та Е. Вачелла». Вона також залишила свій щоденник, книги, записи, нотатки та 500 фунтів стерлінгів на утримання своєї спадщини. У її заповіті було зазначено додаткові 500 фунтів стерлінгів «для створення фонду для сприяння аматорським ботанічним дослідженням» та покриття витрат на публікацію майбутньої «Флори Гламоргана» з використанням її рукописів. У 2012 році вона була однією з тринадцяти жінок, представлених на виставці під назвою «Надихаючі ботаніки–жінки Уельсу» у Національному ботанічному саду Уельсу.

## Бібліографія

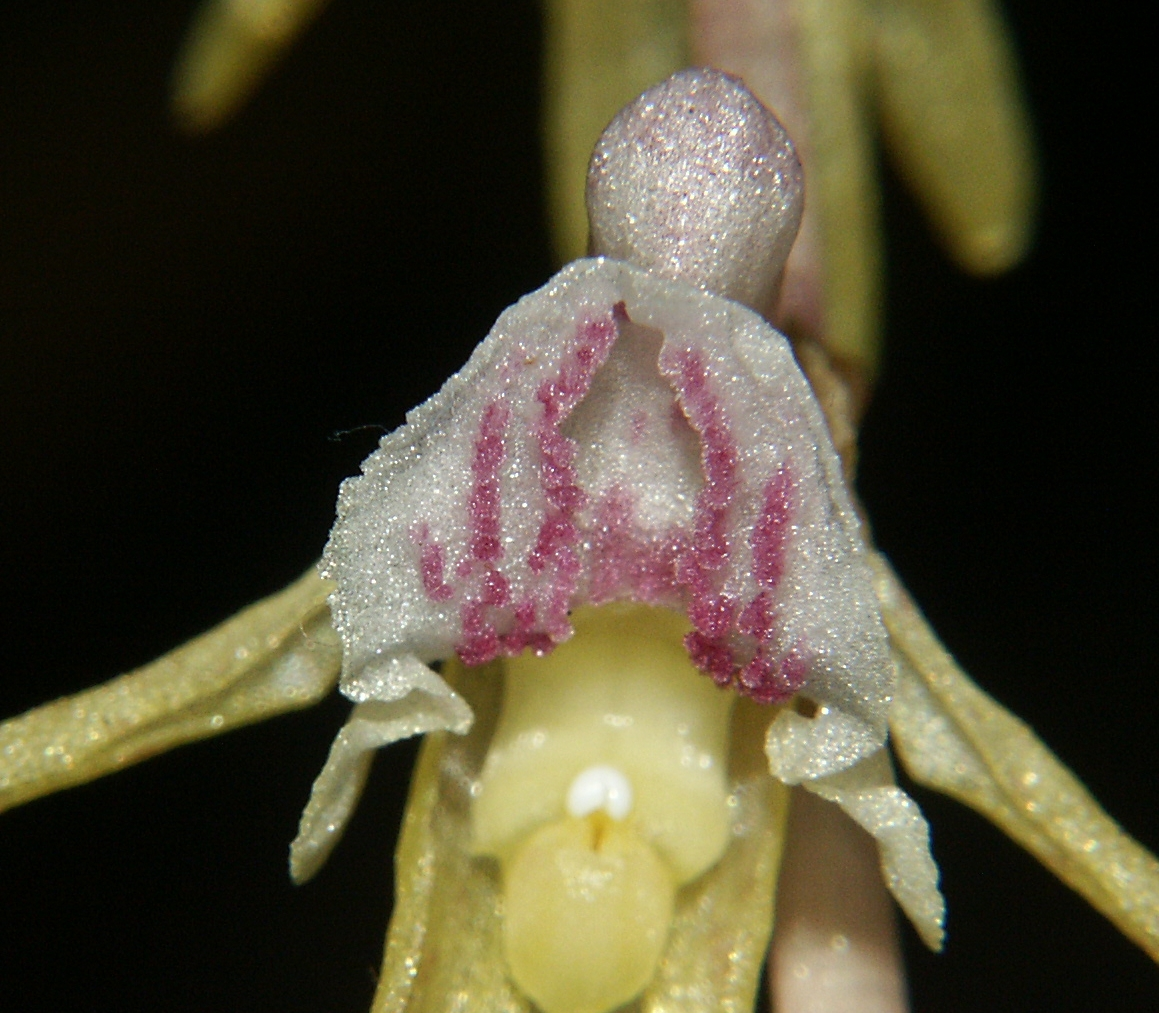
Європейська орхідея-привид або Epipogium aphyllum